# 20:00
20:00 (izg. dvajset nič nič) je tretji studijski album slovenske pop rock skupine Društvo mrtvih pesnikov (DMP), izdan leta 2000 pri Nika Records v obliki CD-ja in kasete. Z albuma so izšli trije singli: »Me že ma da bi te«, »Ti si vse« in »25«. Videospote za vse tri je režiral Klemen Dvornik.

## Ozadje
Po dveletnem ustvarjalnem premoru, ki je sledil izdaji albuma Neki rabm, da te ne pozabm, so se konec poletja 2000 DMP začeli postavljati aranžmaje za nove skladbe. Nastajati je začela plošča, ki so jo fantje posneli v septembru in oktobru 2000, tudi tokrat v novomeškem Studiu Luca. Plošča z dvanajstimi avtorskimi skladbami je začela dobivati svojo podobo pod producentsko taktirko obeh avtorjev ter ob soproducentski pomoči Tomislava Jovanovića - Tokca. 
Kot tekstopisca sta poleg Boruta Tirana in Alana Viteziča sodelovala tudi Tomaž Koncilija (»Na drugi strani neba«) in Ljubljančan Marko Stadler (»On the Wrong Side of Town«). Pri snemanju so sodelovali še Tomislav Jovanović Tokac, Davor Klarič na hammondu in rhodesu, tolkalista Miro Tomšič in Primož Malenšek, DJ PlankTon – Igor Vuk, Tomaž Borsan, Sašo Đukić Straški, Goran Balog idr. Posneti material je tonsko obdelal Tomaž Maras Mot, novi CD in kaseta skupine pa sta izšla pri založbi Nika pod naslovom 20:00. Fotografije na ovitku so delo Boruta Peterlina in Marka Zajca, vse skupaj pa je oblikoval Radovan Arnold.

## Glasba
Slogovno je nova plošča ostala v mejah pop rocka, čeprav je na njej moč zaslediti nekaj vplivov drugih glasbenih slogov. Aranžmajsko gre za predvsem kitarsko glasbo s tendenco po vrnitvi k pristnejšemu, bazičnemu, a še vedno modernemu in sodobnemu zvoku.
Besedila Boruta Tirana so včasih izrazito lirična (»Jaz grem s tabo«), drugič neposredna in pogovorna (»Nova noč«), razmišljujoče refleksivna (»Bratje iz Lego kock«), v vseh pa se čuti nekakšna eksistencialna negotovost, kot jo doživlja mlad človek na prehodu iz brezskrbnih študentskih let v "resni in odgovorni" svet odraslih (»25«). Na drugi strani so teksti Alana Viteziča na prvi pogled vedrejši, lahkotnejši, vendar je možno v njih opaziti globoko čutenje, dojemanje in razumevanje duha sodobnega časa, njegove naglice, brezosebnosti in izpraznjenosti – takšne so skladbe »Me že ma da bi te« (parodija na sodobni način življenja),  »20:00« – ter želja po pristnosti, toplini in ljubezni v skladbah »Ti si vse«, »Do lune in nazaj«, »Segrej me« in »Na starem mestu«. Z jezikovnega stališča je za Alana značilno tudi mešanje različnih jezikovnih zvrsti ter vključevanje slengizmov, hkrati pa celo neobremenjeno kombiniranje z drugimi jeziki. Tomaževo besedilo je melanholično-ljubezensko, podobno pa velja tudi za tekst Marka Stadlerja.
Prva lansirana skladba z nove plošče je bila Alanova »Me že ma da bi te«, za katero je bil posnet tudi videospot v režiji Klemna Dvornika. Tekst je zmes slengizmov, pogovornega jezika, angleških in francoskih izrazov, v glasbi so tudi elementi, ki bi jih lahko uvrstili od diska do havajske glasbe. Gre za parodiranje sodobnih odnosov med ljudmi. DMP poslušalcu servirajo to, kar živi, kako se obnaša, kar si želi in kako funkcionira v družbi, ne da bi se odkrito postavili na stran kritike takšnega izpraznjenega načina življenja. Skupina je kmalu posnela še spota za skladbi »25« in »Ti si vse« ter tudi pri teh sodelovala z režiserjem Klemnom Dvornikom. Videospot za slednjo je bil posnet na Železniški postaji Ljubljana.

## Kritični odziv
Kritični odziv na album je bil negativen. Za revijo Mladina Miha Štamcar album ocenil z dvema zvezdicama, pri čemer se je skliceval na »otroška« in »srednješolska« besedila. Na to je pripomnil: »DMP se bojijo, da bodo prekmalu umrli in jokajo, da so se še včeraj igrali z lego kockami. Filozofiranje za začetnike ali nekaj podobnega.« Dodal pa je še: »Všečno je večglasno petje, DMP so eden redkih bendov, kjer vsi člani, vsa četvorka, lahko poje (tudi solo) in to je en lep uspeh.«
Kljub slabi recenziji je »Ti si vse« pridobila kulten status.

## Seznam pesmi
Vse pesmi je napisala skupina Društvo mrtvih pesnikov.
| Št. | Naslov                      | Besedilo        | Dolžina |
| --- | --------------------------- | --------------- | ------- |
| 1.  | „Me že ma da bi te‟         | Alan Vitezič    | 3:39    |
| 2.  | „Do lune in nazaj‟          | Vitezič         | 3:55    |
| 3.  | „25‟                        | Borut Tiran     | 3:32    |
| 4.  | „Segrej me‟                 | Vitezič         | 4:01    |
| 5.  | „Na drugi strani neba‟      | Tomaž Koncilija | 3:59    |
| 6.  | „Ti si vse‟                 | Vitezič         | 4:52    |
| 7.  | „20:00‟                     | Vitezič         | 4:03    |
| 8.  | „Bratje iz Lego kock‟       | Tiran           | 3:21    |
| 9.  | „Nova noč‟                  | Tiran           | 3:21    |
| 10. | „Na starem mestu‟           | Vitezič         | 4:30    |
| 11. | „Jaz grem s tabo‟           | Tiran           | 4:14    |
| 12. | „On the Wrong Side of Town‟ | Marko Stadler   | 4:00    |

## Zasedba
| Društvo mrtvih pesnikov - Borut Tiran — vokal - Alan Vitezič — kitara - Marko Zajc — bobni, fotografiranje - Tomaž Koncilija — bas kitara | Ostali glasbeniki - Davor Klarič — hammond orgle, rhodes - Miro Tomšič — tolkala - Primož Malenšek — tolkala - DJ PlankTon (Igor Vuk) - Tomaž Borsan - Sašo Đukić Straški - Goran Balog Ostali - Tomislav Jovanović - Tokac — soproducent - Tomaž Maras Mot — tonska obdelava - Radovan Arnold — oblikovanje - Boruta Peterlin — fotografiranje |